# Dmitrij Japarov
Dmitrij Japarov, född 1 januari 1986, är en rysk längdskidåkare som har tävlat i världscupen sedan januari 2011. Han debuterade i samband med prologen i Tour de Ski 2010/2011 den 31 december 2010.

## Karriär
Japarov kom sammanlagt åtta i den Nordiska öppningen under säsongen 2012/2013 vilket är ett sammansatt resultat av tre tävlingar. Detta är hans bästa individuella resultat i världscupsammanhang. Om man räknar med deletapper och tourer i världscupen så har han en tredjeplats som bäst, det var i loppet över 10 km klassisk stil i den Nordiska öppningen under säsongen 2013/2014. Han har flera gånger kommit etta i stafetter och sprintstafetter.
Japarov deltog i VM 2013 i Val di Fiemme. Han körde två tävlingar och kom elva som bäst, det var i femmilen i klassisk stil, loppet där Johan Olsson vann.
I stafetten vid olympiska vinterspelen 2014 vann Japarov silver tillsammans med Aleksandr Legkov, Maksim Vylegzjanin och Aleksandr Bessmertnych.
I februari 2014 erhöll han Fäderneslandets förtjänstordens medalj av första klassen.